# Municipio de Lake Creek (Iowa)
El municipio de Lake Creek (en inglés: Lake Creek Township) es un municipio ubicado en el condado de Calhoun en el estado estadounidense de Iowa. En el año 2010 tenía una población de 128 habitantes y una densidad poblacional de 1,36 personas por km².

## Geografía
El municipio de Lake Creek se encuentra ubicado en las coordenadas 42°20′48″N 94°40′49″O / 42.34667, -94.68028. Según la Oficina del Censo de los Estados Unidos, el municipio tiene una superficie total de 93.95 km², de la cual 93,8 km² corresponden a tierra firme y (0,16 %) 0,15 km² es agua.

## Demografía
Según el censo de 2010, había 128 personas residiendo en el municipio de Lake Creek. La densidad de población era de 1,36 hab./km². De los 128 habitantes, el municipio de Lake Creek estaba compuesto por el 98,44 % blancos, el 1,56 % eran asiáticos. Del total de la población el 0 % eran hispanos o latinos de cualquier raza.